# No potho reposare/Ballada ogliastrina/Muttettu
No potho reposare/Ballada ogliastrina/Muttettu, pubblicato nel 1978, è un singolo della cantante italiana Maria Carta. Con questo disco Maria rilancia la canzone di Sini e Rachel No potho reposare e nel lato B inserisce una ballata ogliastrina accompagnata dalle launeddas e un mutettu campidanese.

## Tracce
Lato A
- No potho reposare (Salvatore Sini, Giuseppe Rachel)

Lato B
- Ballada ogliastrina/Muttettu